# 瓦尔德克·罗歇

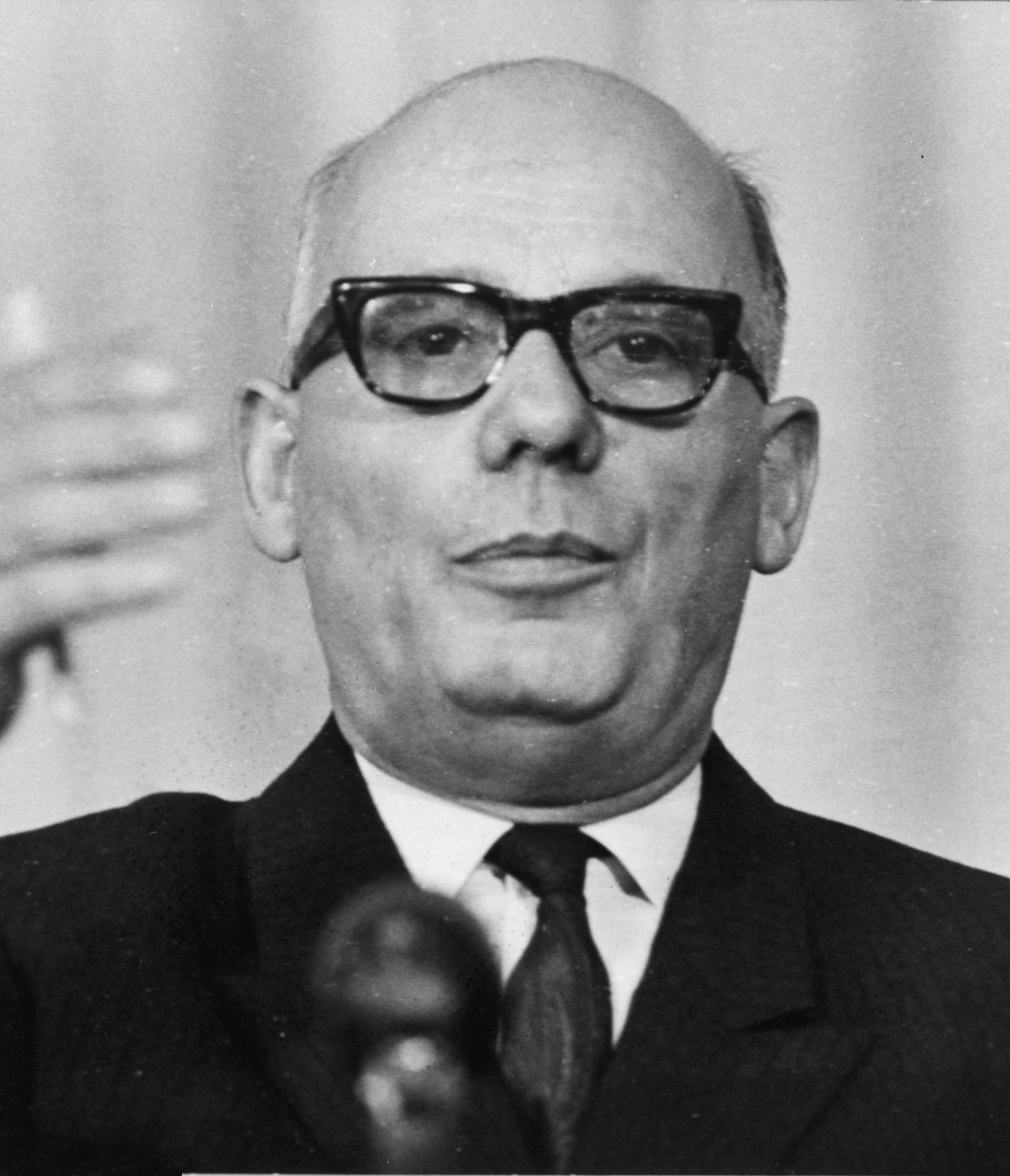
1968年的瓦尔德克·罗歇

瓦尔德克·罗歇（法語：Waldeck Rochet；1905年4月5日—1983年2月17日）是一位法国共产主义政治家。他出生在法国东部索恩-卢瓦尔省圣克鲁瓦的一个农民家庭里。1924年，他加入共产党—SFIC（1943年，改名为法国共产党）领导的“共产主义青年”，同年加入共产党—SFIC。1943年—1944年，他先在阿尔及尔参加法国抵抗运动，随后代表法国共产党到英国伦敦与夏爾·戴高樂领导的法国民族解放委员会接触，协商双方合作事宜。1964年—1972年，他担任法国共产党总书记。1983年，他在巴黎楠泰尔逝世。